# Barbara Sheldon
Pour les articles homonymes, voir Sheldon.
Barbara Sheldon est une actrice américaine née à Kalamazoo (Michigan) le 24 novembre 1912 et morte à Saginaw (Michigan) le 19 octobre 2007.

## Biographie
Barbara Sheldon commence sa carrière  en 1933 dans Stolen by Gypsies or Beer and Bicycles.
Son rôle le plus connu est aux côtés de John Wayne dans Le Texan chanceux, qui serait sa dernière apparition…n‘ayant plus de proposition de film, elle se retire du métier.
Elle meurt le 19 octobre 2007 à l'âge de 94 ans.

## Filmographie
- 1933 : Stolen by Gypsies or Beer and Bicycles
- 1933 : Fits in a Fiddle
- 1933 : Flying Down to Rio
- 1934 : The Lucky Texan